# Sinfonía n.º 21 (Mozart)

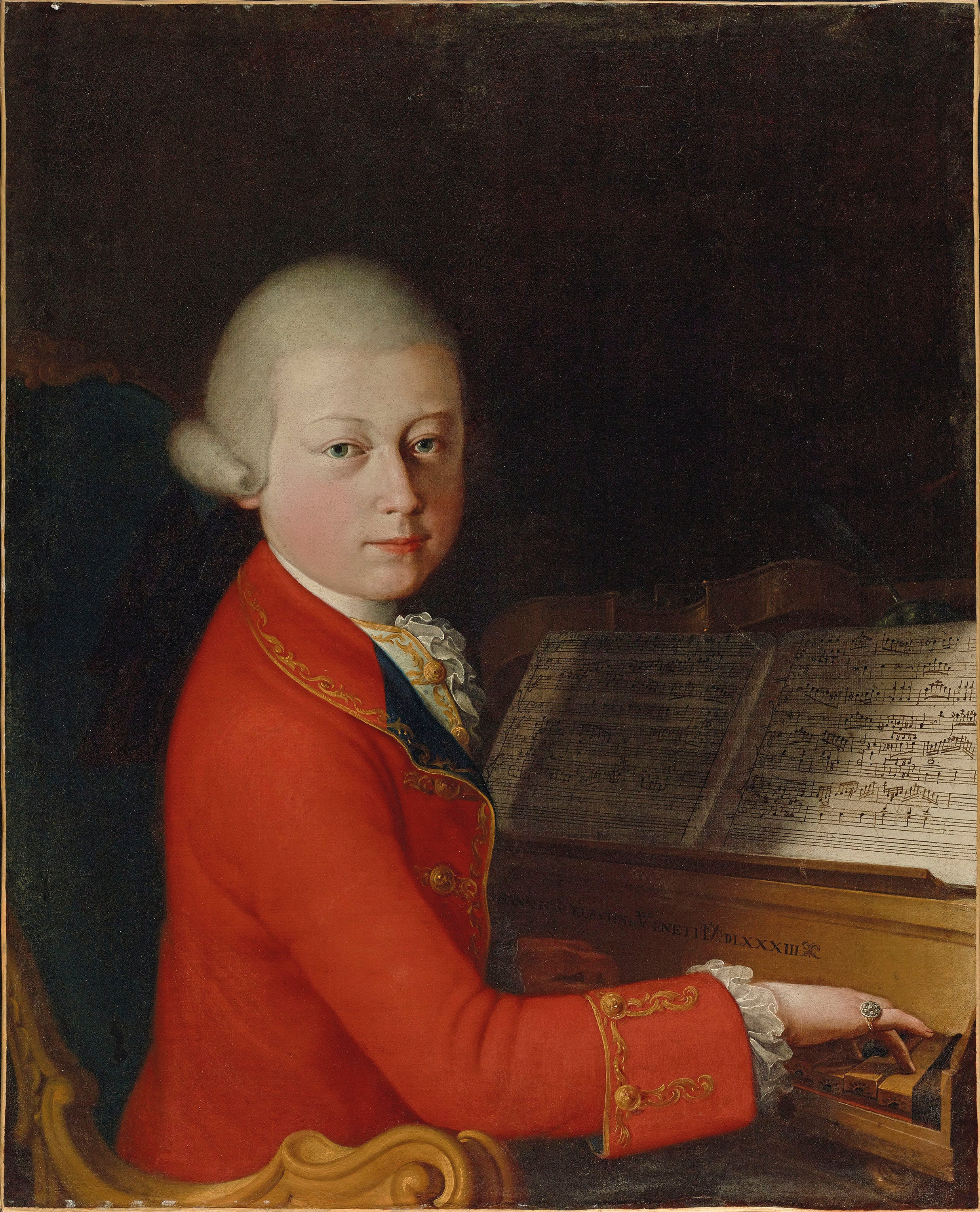
Mozart en 1770.

La Sinfonía n.º 21 en la mayor, K. 134 fue compuesta por Wolfgang Amadeus Mozart en agosto de 1772, cuando el compositor tenía dieciséis años.

## Historia

### Contexto

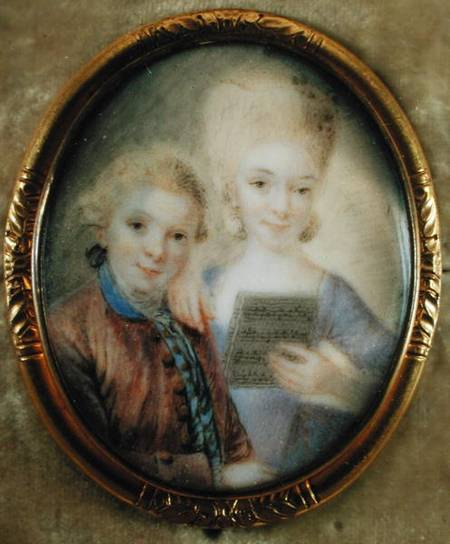
Wolfgang y Nannerl hacia 1763.

La carrera de Mozart como sinfonista había empezado en Londres durante el gran viaje de la familia Mozart por Europa entre junio de 1763 y noviembre de 1766. El padre Leopold Mozart planeó la gira para exhibir a sus prodigiosos hijos, Wolfgang y Nannerl en las principales cortes europeas. En ese tiempo Wolfgang compuso sus primeras obras del género, que tenían una deuda sustancial con las sinfonías de estilo galante italianizante en tres movimientos de Carl Friedrich Abel y Johann Christian Bach; también escuchó las sinfonías de compositores relevantes como Thomas Arne, William Boyce y Giuseppe Sammartini. Posteriormente Leopold y sus hijos pasaron en Viena varios meses de 1768 durante los cuales el joven maestro hizo un esfuerzo consciente por adaptar su estilo sinfónico a los gustos del público vienés, adoptando entre otras cosas la estructura en cuatro movimientos. Una afortunada consecuencia de los largos viajes del compositor en ciernes fue el contacto que le proporcionaron con una generosa muestra representativa de las tradiciones musicales europeas: alemana, británica, francesa e italiana.
El joven compositor y su padre realizaron tres viajes a Italia entre diciembre de 1769 y en mayo de 1773. En este periodo alternó sus visitas con estancias en Salzburgo durante las cuales creó la ópera Mitrídates, rey de Ponto, así como varias sinfonías con apreciable influencia del gusto italiano por la ópera bufa. En 1772 y 1773 el maestro austríaco vivió una etapa de entusiasmo por la escritura sinfónica, produciendo cada año siete nuevas sinfonías (n.º 15 - n.º 27). Después redujo su actividad en este campo y en los dos años siguientes sólo aparecieron tres nuevas piezas del género (n.º 28, 29 y 30).

### Composición
La composición de esta obra se desarrolló en agosto de 1772 en Salzburgo. Esta es una de las numerosas sinfonías creadas durante el periodo en el que Mozart permaneció en Salzburgo, poco después de sus viajes por Italia.

### Estreno y publicación
No se sabe con certeza la fecha y el lugar en que tuvo lugar el estreno de la sinfonía.
La primera edición fue llevada a cabo en 1880 por la editorial Breitkopf & Härtel en Leipzig, que publicó bajo la denominación Wolfgang Amadeus Mozarts Werke, Serie VIII, No. 21 tanto las partes como la partitura completa.

## Instrumentación

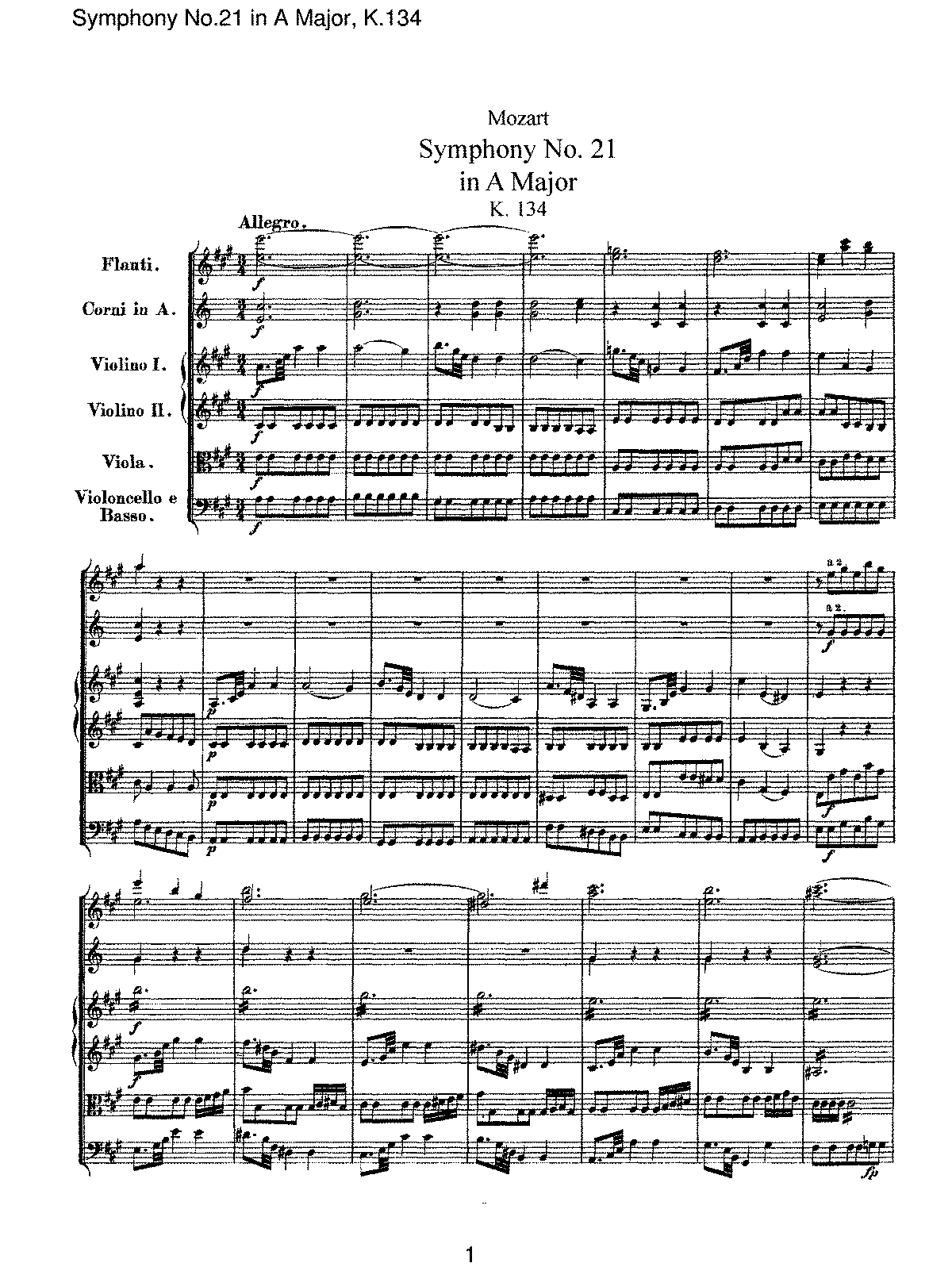
Sinfonía n.º 21

La partitura está escrita para una orquesta formada por:
- Viento madera: 2 flautas y [1 fagot].
- Viento metal: 2 trompas en la.
- Teclado: [clavecín].
- Cuerda: una sección de cuerdas con 2 violines (primero y segundo), viola, violonchelo y contrabajo.

En las orquestas de aquella época era una práctica común emplear el fagot y el clavecín, si estaban presentes en la orquesta, para reforzar la línea del bajo o bien como continuo, incluso sin notación separada.

## Estructura y análisis
La sinfonía consta de cuatro movimientos:
- I. Allegro, en la mayor 3
4
- II. Andante, en re mayor 2
4
- III. Menuetto, en la mayor – Trio, en re mayor 3
4
- IV. Allegro, en la mayor 2
2

La interpretación de esta obra dura aproximadamente entre 15 y 20 minutos. 

### I.Allegro
El primer movimiento, Allegro, está escrito en la tonalidad de la mayor, en compás de 3/4 y sigue la forma sonata.

### II.Andante
El segundo movimiento, Andante, está en re mayor, en compás de 2/4. 

### III.Menuetto–Trio
El tercer movimiento, Menuetto – Trio, está en mi bemol mayor que en el trío pasa a do menor y el compás es 3/4. 

### IV.Allegro
El cuarto y último movimiento, Allegro, retoma la tonalidad inicial y el compás es alla breve.